# Callicore lyca
Callicore lyca is een vlinder uit de onderfamilie Biblidinae van de familie Nymphalidae. De soort komt voor van het zuiden van Mexico tot in Peru.

## Ondersoorten
- Callicore lyca lyca in Mexico
- Callicore lyca mionina (Hewitson, 1855) in Colombia
- Callicore lyca aegina (C. & R. Felder, 1861) in Mexico en mogelijk Colombia
- Callicore lyca salamis (C. & R. Felder, 1862)
- Callicore lyca aerias (Godman & Salvin, 1883) in Guatemala, Nicaragua, Costa Rica, Panama
- Callicore lyca mena (Staudinger, 1886) in Peru
- Callicore lyca odilia (Oberthür, 1916) in Colombia
- Callicore lyca exultans (Fruhstorfer, 1916) in Bolivia
- Callicore lyca bella (Röber, 1924) in Colombia
- Callicore lyca sticheli (Dillon, 1948) in Colombia